# Hearts of Soul
Le Hearts of Soul sono state un trio musicale olandese composto da tre sorelle di origine indo-olandese: Bianca, Patricia e Stella Maessen.
Il gruppo, che si è stabilizzato a Veghel, ha rappresentato i Paesi Bassi all'Eurovision Song Contest 1970 col brano Waterman, classificandosi al settimo posto finale.
Le tre sorelle hanno nuovamente partecipato, questa volta in rappresentanza del Belgio, all'Eurovision Song Contest 1977, come componenti del gruppo Dream Express insieme a Luc Smets.
Stella Maessen ha partecipato da solista all'Eurovision Song Contest 1982. Patricia Maessen è deceduta per un attacco cardiaco nel 1996.